# Lucio Cabañas Campamento Popular
Lucio Cabañas Campamento Popular är en ort i Mexiko.   Den ligger i kommunen Acapulco de Juárez och delstaten Guerrero, i den södra delen av landet, 290 km söder om huvudstaden Mexico City. Lucio Cabañas Campamento Popular ligger 46 meter över havet och antalet invånare är 240.
Terrängen runt Lucio Cabañas Campamento Popular är kuperad åt nordväst, men åt sydost är den platt. Lucio Cabañas Campamento Popular ligger nere i en dal. Runt Lucio Cabañas Campamento Popular är det tätbefolkat, med 397 invånare per kvadratkilometer. Närmaste större samhälle är Acapulco, 11,8 km sydväst om Lucio Cabañas Campamento Popular. Omgivningarna runt Lucio Cabañas Campamento Popular är en mosaik av jordbruksmark och naturlig växtlighet.